# Hieracium dipteroides
Hieracium dipteroides es una especie de planta con flor del género Hieracium, de la familia Asteraceae, orden Asterales.

## Distribución
Hieracium dipteroides se distribuye por Escocia.

## Taxonomía
Fue descrita científicamente por Dahlst.. Fue publicada en Rep. Bot. Soc. Exch. Club Brit. Isles.